# Pauluskirche (Kamen)

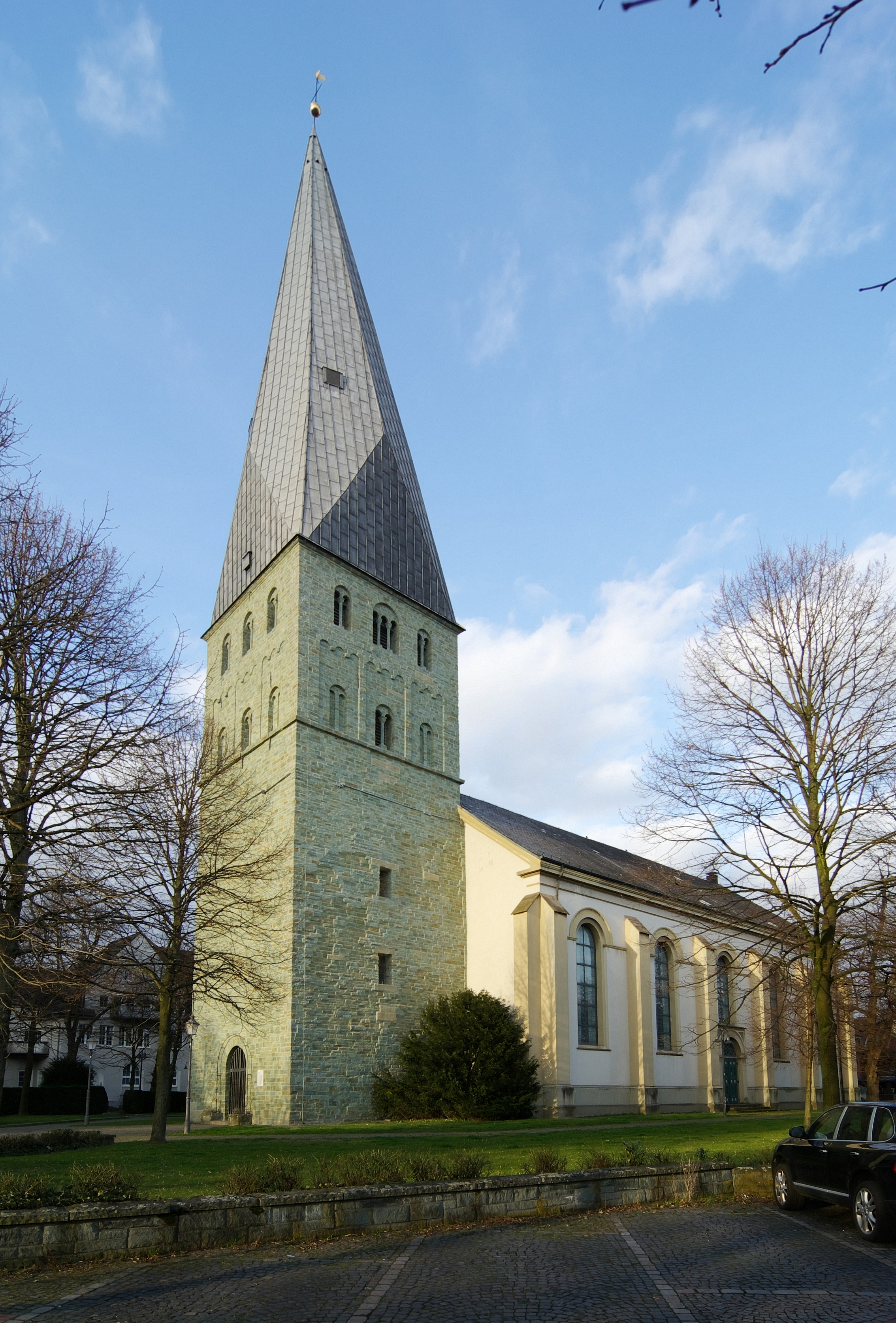
Pauluskirche

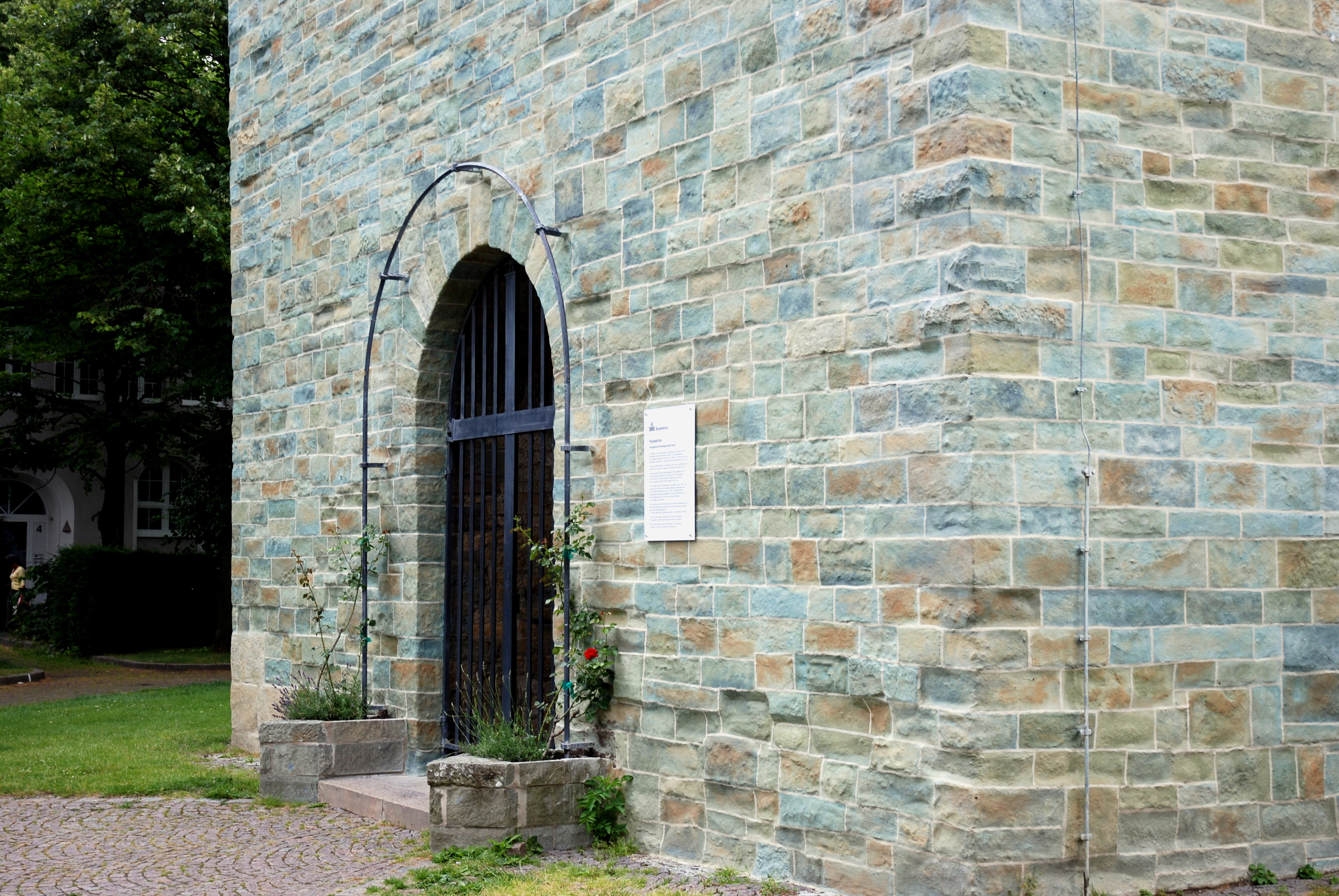
Turmportal

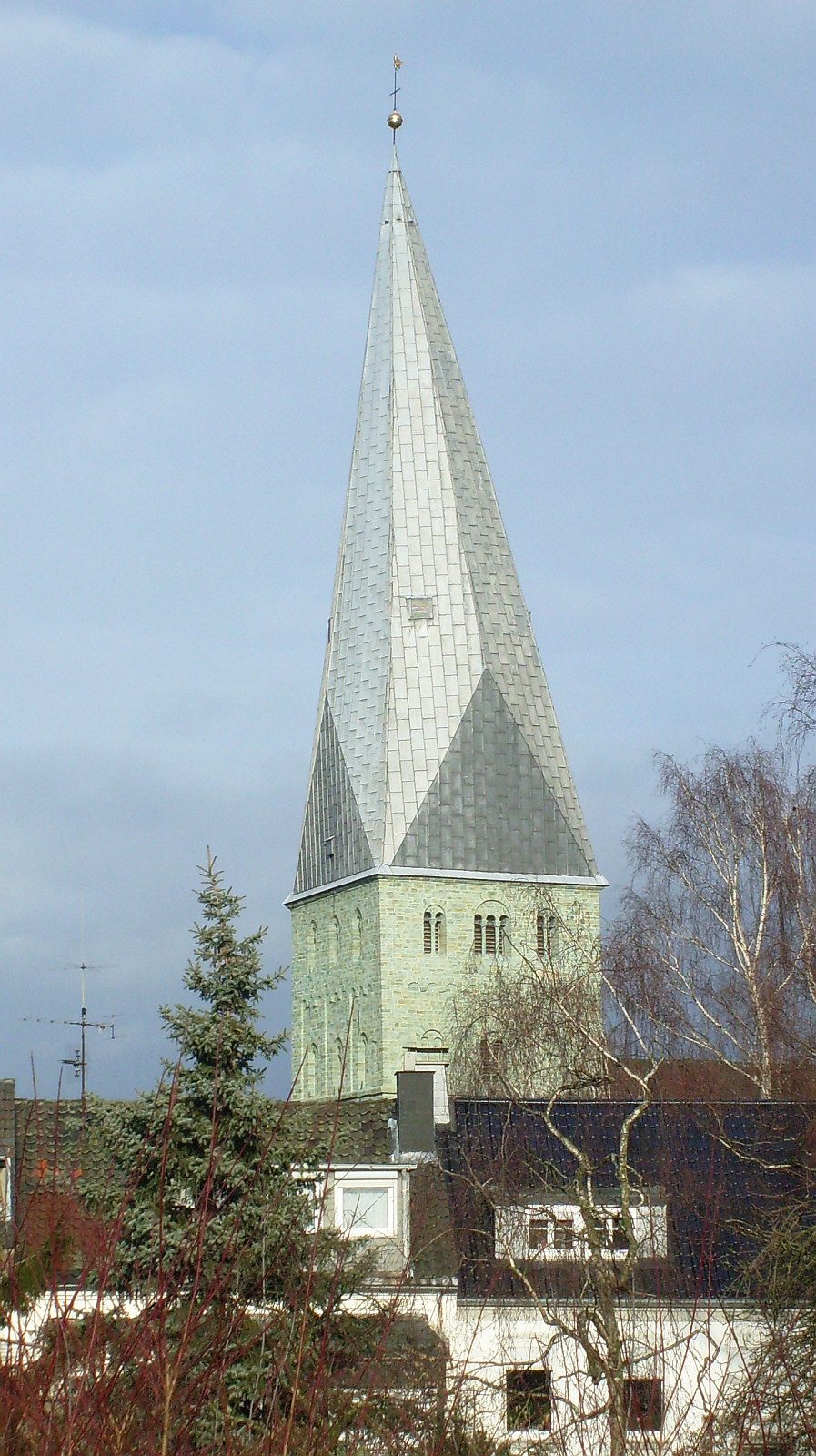
Der schiefe Turm von der Hochstraße aus gesehen

Die evangelische Pauluskirche ist ein denkmalgeschütztes Kirchengebäude in Kamen, einer Stadt im Kreis Unna, in Nordrhein-Westfalen.

## Geschichte und Architektur
Die Kirche war ursprünglich dem heiligen Severin geweiht. Von der romanischen Vorgängerkirche vom zwölften Jahrhundert ist noch der wuchtige Westturm mit seinem geneigten Helm erhalten. Der „Schiefe Turm“ gilt als Wahrzeichen der Stadt. Er wurde wahrscheinlich bewusst gegen die vorherrschende Windrichtung geneigt erbaut.
Der heutige stattliche, klassizistische Saalbau mit eingezogenem 5/8-Chor wurde von 1844 bis 1849 nach den Plänen des Baurates Buchholz aus Soest errichtet. Im Innenraum tragen verkleidete Pfeiler drei Emporen, die auch den Balkenunterzug der flachen Holzdecke und den Dachstuhl stützen. Die Holzdecke wurde 1897 in drei Felder aufgeteilt und neu verbrettert.

## Orgel
Die Orgel wurde 1982 von Alfred Führer (Wilhelmshaven) erbaut und 2015 von Weimbs (Hellenthal) renoviert. Das Instrument hat 37 Register auf drei Manualwerken und Pedal mit nachfolgender Disposition:
| I Rückpositiv C–g3 |                 |       |
| 01.                | Metallgedackt   | 8′    |
| 02.                | Quintade        | 8′    |
| 03.                | Prinzipal       | 4′    |
| 04.                | Blockflöte      | 4′    |
| 05.                | Waldflöte       | 2′    |
| 06.                | Sesquialtera II | 2 ⁄5′ |
| 07.                | Quinte          | 1 ⁄3′ |
| 08.                | Scharff IV      | 2⁄3′  |
| 09.                | Krummhorn 0     | 8′    |
|                    | Tremulant       |       |

| II Hauptwerk C–g3 |             |        |
| 10.               | Bordun      | 16′    |
| 11.               | Prinzipal   | 08′    |
| 12.               | Rohrflöte 0 | 08′    |
| 13.               | Oktave      | 04′    |
| 14.               | Gedackt     | 04′    |
| 15.               | Quinte      | 02 ⁄3′ |
| 16.               | Oktave      | 02′    |
| 17.               | Mixtur IV   |        |
| 18.               | Trompete    | 08′    |
|                   | Tremulant   |        |

| III Schwellwerk C–g3 |           |         |
| 19.                  | Gedackt   | 08′     |
| 20.                  | Gamba     | 08′     |
| 21.                  | Prinzipal | 04′     |
| 22.                  | Nachthorn | 04′     |
| 23.                  | Nasard    | 02 ⁄3′  |
| 24.                  | Schwiegel | 02′     |
| 25.                  | Terz      | 01 3⁄5′ |
| 26.                  | Mixtur V  |         |
| 27.                  | Fagott    | 16′     |
| 28.                  | Hautbois  | 08′     |
|                      | Tremulant |         |

| Pedal C–f1 |             |     |
| 29.        | Contrabass  | 16′ |
| 30.        | Subbass     | 16′ |
| 31.        | Oktavbass   | 08′ |
| 32.        | Gedacktbass | 08′ |
| 33.        | Choralbass  | 04′ |
| 34.        | Rohrpfeife  | 02′ |
| 35.        | Mixtur IV   |     |
| 36.        | Posaune     | 16′ |
| 37.        | Trompete    | 08′ |

- Koppeln: I/II, III/II, I/P, II/P, III/P

## Glocken
Das Geläut besteht aus drei Glocken aus Eisenhartguss, gegossen 1921 bei Ulrich & Weule in Bockenem. Das Geläut erklingt im Te-Deum-Motiv c′-es′-f′ und besitzt trotz des Materials einen recht ordentlichen Klang.